# Johannes Vehlow
Johannes Vehlow (* 21. September 1890 in Rügenwalde, Hinterpommern; † 6. März 1958 in Berlin) war ein deutscher Astrologe.

## Leben
Vehlows Hauptwerk war der achtbändige Lehrkursus der wissenschaftlichen Geburts-Astrologie, worin er versuchte, die Astrologie auch wissenschaftlich zu begründen. Die erste Auflage erschien im Verlag von Gregor A. Gregorius, dem Gründer der magischen Loge Fraternitas Saturni, für die Vehlow auch weitere Beiträge lieferte.
Im Jahr 1925 erstellte er ein Horoskop des Reichskanzlers Paul von Hindenburg und 1933 ein Horoskop des Reichskanzlers Adolf Hitler. Im Sommer 1941 wurde Vehlow im Rahmen der Esoteriker- und Astrologen-Razzia nach der Flucht von Rudolf Heß, der damals als Esoterik- und Astrologie-Anhänger galt, für sechs Monate inhaftiert und erhielt Berufsverbot. Nach dem Krieg und sowjetischer Gefangenschaft widmete er sich erneut der Astrologie. 1955 beendete er den 1926 begonnen, achtbändigen Lehrkursus. 
Vehlow vertrat eine stärker an ihren Ursprüngen orientierte Form der Astrologie („antike Manier“).

## Werke
- Das Horoskop der Deutschen Republik, Linser, Berlin-Pankow 1922
- Das Zeitalter der Unruhen und Kämpfe – Eine astrologische Betrachtung der Einflüsse unseres Planetensystems auf die Entwicklung des Menschengeschlechts  unter Berücksichtigung des Horoskops der Welt, Linser, Berlin-Pankow 1922
- Lehrkursus der wissenschaftlichen Geburts-Astrologie, Peters, Berlin 1926–1955 
  - Band 1: Die Weltanschauung der Astrologen  und die wahren Grundlagen der Horoskopie, 1926
  - Band 2: Die Technik der Horoskopberechnung – Das Würdensystem der Planeten und die Fixstern-Analysen, 1926
  - Band 3: Die Analyse der astrologischen Elemente, 1928
  - Band 4: Die systematische Deutung des Horoskops, 1929
  - Band 5: Das neue vereinfachte System der astrologischen Direktionen und die Korrektur der ungenauen Geburtszeit, 1932
  - Band 6: Transite und Hilfshoroskope – Die Revolutionen, 1936
  - Band 7: Die progressiven Hilfshoroskope – Vergleichende und Esoterische Astrologie und andere Spezialgebiete, 1936
  - Band 8: Die Konstellationenlehre – Maß, Zahl und Magische Quadrate, 1955